# Marina Ruy Barbosa
Marina Souza Ruy Barbosa Negrão (sinh ngày 30 tháng 6 năm 1995) là nữ diễn viên người Brasil. Cô đã bắt đầu tham gia diễn xuất từ khi còn nhỏ, vai diễn đáng chú ý đầu tiên của cô là trong bộ phim truyền hình thuộc thể loại telenovela mang tên Começar de Novo. Năm 2006, cô tham gia trong phim Belíssima của đạo diễn Silvio de Abreu. Sau đó, cô tiếp tục xuất hiện trong các phim như: Sete Pecados (2007), Escrito nas Estrelas (2010), Morde & Assopra (2011) và Amor à Vida.
Khi lớn hơn, Marina Ruy tiếp tục gặt hái thành công với vai Maria Isis trong bộ phim Império. Vai diễn mang về cho cô một giải truyền hình Contigo (Contigo Television Awards) ở hạng mục Nữ diễn viên phụ xuất sắc nhất. Sang năm 2015, cô tham gia vào phim Totalmente Demais — tác phẩm từng giành một giải Emmy quốc tế ở hạng mục Telenovela xuất sắc nhất.
Barbosa trở thành một hình mẫu về thời trang trong làng giải trí ở Brasil. Mái tóc đỏ được coi là một thương hiệu của cô.
Nữ diễn viên là ngôi sao của các phim quảng cáo, đặc biệt là cho các sản phẩm thời trang và làm đẹp. Cô là nghệ sĩ xuất hiện nhiều thứ hai trên quảng cáo của truyền hình quốc gia Brasil trong khoảng từ tháng 5 đến tháng 7 năm 2015. Cô cũng lọt vào danh sách 25 người nổi tiếng của Brasil năm 2015, theo tạp chí Forbes ấn bản của nước này.
Barbosa cũng có lượng người hâm mộ theo dõi lớn trên các mạng xã hội, trên trang Instagram cá nhân của mình, cô có hơn 26 triệu người theo dõi.